# L'ora del licantropo
L'ora del licantropo (Never Cry Werewolf) è un film horror del regista Brenton Spencer, con Nina Dobrev nel ruolo principale. Distribuito originariamente nel 2008 è uscito in Italia nel 2010. Si tratta di un remake del film Ammazzavampiri, variando la tematica del vampiro in quella del licantropo; per il resto la trama è molto fedele al film.

## Trama
Quando la sedicenne Loren e la sua famiglia si incontrano con il loro nuovo vicino di casa, un affascinante single in compagnia del suo cane, la giovane percepisce qualcosa di sinistro e pericoloso riguardo all'uomo. Le sue preoccupazioni aumentano quando alcune persone della cittadina in cui vive scompaiono misteriosamente. Loren diventa sempre più ossessionata dagli strani comportamenti del suo vicino col passare dei giorni, ma all'oscuro del fatto che egli la sta sorvegliando incessantemente, come un lupo spia la sua preda nella notte. Con l'aiuto di Redd Tucker, una star del locale show televisivo di caccia, e di un giovane ragazzo delle consegne segretamente innamorato di lei, Loren si prepara per il duello finale contro l'oscuro vicino, una creatura immortale con un desiderio di sangue insaziabile